# Dianthus lusitanus
Dianthus lusitanus é uma espécie de planta com flor pertencente à família Caryophyllaceae. 
A autoridade científica da espécie é Brot., tendo sido publicada em Flora Lusitanica 2: 177. 1805.
Os seus nomes comuns são cravinas-bravas, craveiro-de-portugal, cravo-de-maio ou cravos-rosados.

## Portugal
Trata-se de uma espécie presente no território português, nomeadamente em Portugal Continental.
Em termos de naturalidade é nativa da região atrás indicada.

## Protecção
Não se encontra protegida por legislação portuguesa ou da Comunidade Europeia.